# 흑인해방당
흑인해방당(영어: Black Riders Liberation Party)은 캘리포니아주에 당사를 두고 있는 미국의 21세기 블랙 파워 조직이다.

## 같이 보기
- 신흑표당